# Charles Louis Cadet de Gassicourt
Charles Louis Cadet de Gassicourt  fue un farmacéutico y escritor francés ( *  París, 23 de enero de 1769 - París, 21 de noviembre de 1821)

## Biografía
Oficialmente, era hijo de Louis Claude Cadet de Gassicourt y de su esposa Marie Thérèse Françoise Boisselet.  Sin embargo, en sus Mémoires, el baron Thiébault, con el que lo ligaba amistad con Charles Louis de Cadet de Gassicourt, asegura que fue en realidad el resultado del amor de Marie Thérèse Françoise Boisselet y de Luis XV. Recopila el Formulario Magistral y Memorial Farmacéutico publicado en español en Madrid de 1822, en su cuarta edición.